# 葉山警察署

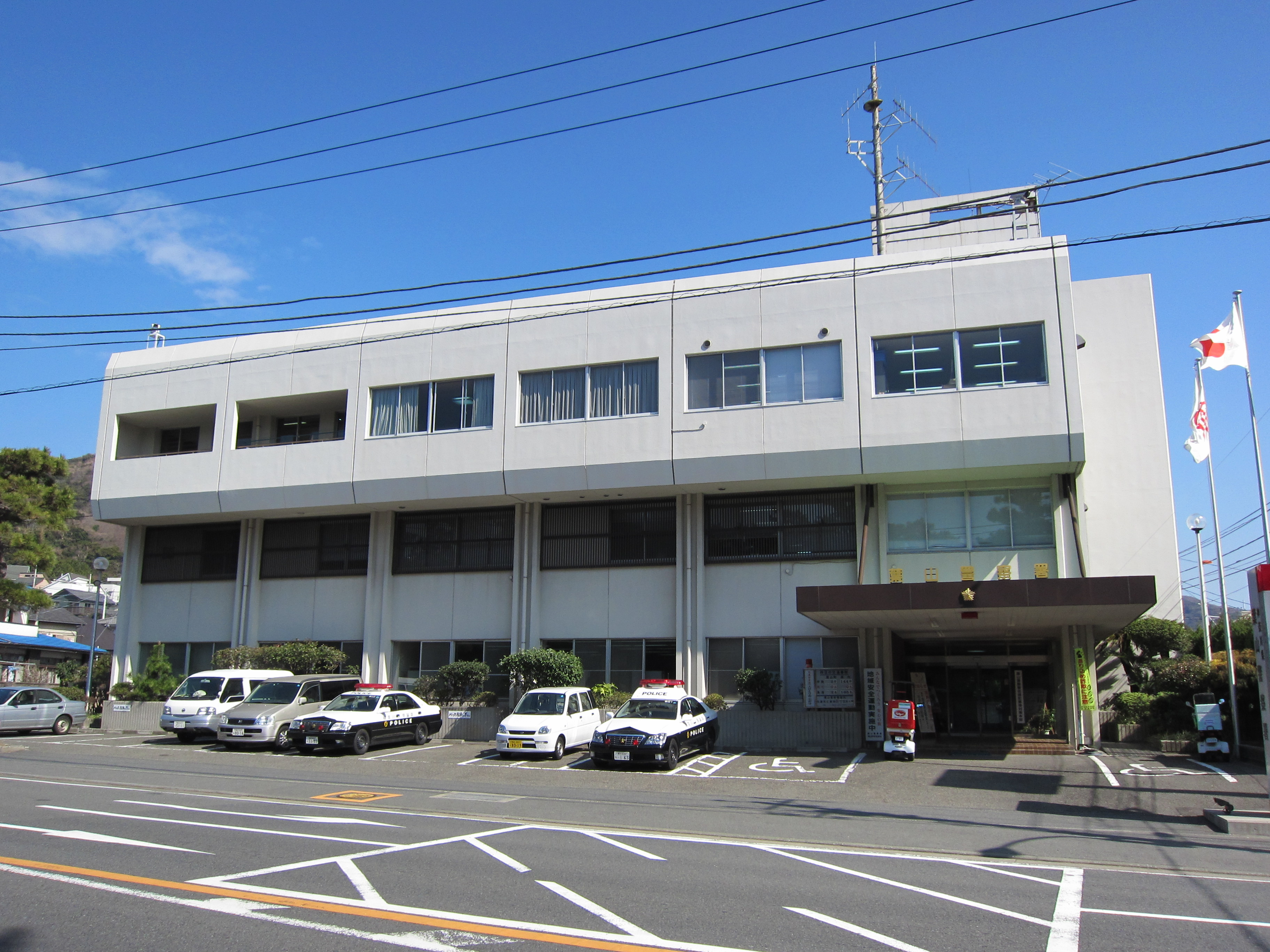
葉山警察署

葉山警察署（はやまけいさつしょ）は、神奈川県警察が管轄する警察署の一つである。
相模方面本部隷下、第六方面に属する小規模警察署であり、署長は警視。管轄区域は居住人口およそ３万人の葉山町全域。警察署は葉山御用邸前に建ち、御用邸外周辺の警備にあたっている。
識別章所属表示はYE。

## 所在地
- 神奈川県三浦郡葉山町一色2034番地

## 管轄区域
- 三浦郡葉山町全域
  - 管轄面積：17.06km2

## 組織
- 署長（警視）
- 副署長（警視）
- 警務課 - 警務係、住民相談係、管理係
- 会計課 - 会計係
- 生活安全課 - 生活安全係
- 地域課（警ら用無線自動車2台、小型警ら車3台） - 地域企画係、地域第一係、地域第二係、地域第三係
- 刑事課 - 強行盗犯係、鑑識係、知能組織犯罪対策係
- 交通課 - 交通係
- 警備課 - 警備係

（7課体制）
※「神奈川県警察の組織に関する規則（昭和44年神奈川県公安委員会規則第2号）」を参考にした。

## 交番
- 堀内交番 - 三浦郡葉山町堀内1,003番地の4

## 駐在所
- 長柄駐在所 - 三浦郡葉山町長柄236番地の9
- 長柄東駐在所 - 三浦郡葉山町長柄1,601番地の367
- 木古庭駐在所 - 三浦郡葉山町木古庭438番地の6

## 自動車ナンバー自動読取装置（Nシステム）
- 三浦郡葉山町長柄（県道311号）